# Clonaria capemontana
Clonaria capemontana är en insektsart som beskrevs av Brock 2007. Clonaria capemontana ingår i släktet Clonaria och familjen Diapheromeridae. Inga underarter finns listade i Catalogue of Life.